# Stara stacja kolejowa w Bet Sze’an
Stara stacja kolejowa w Bet Sze’an (hebr. תחנת הרכבת בית שאן) – dawna stacja kolejowa zlokalizowana w mieście Bet Sze’an na północy Izraela.

## Historia

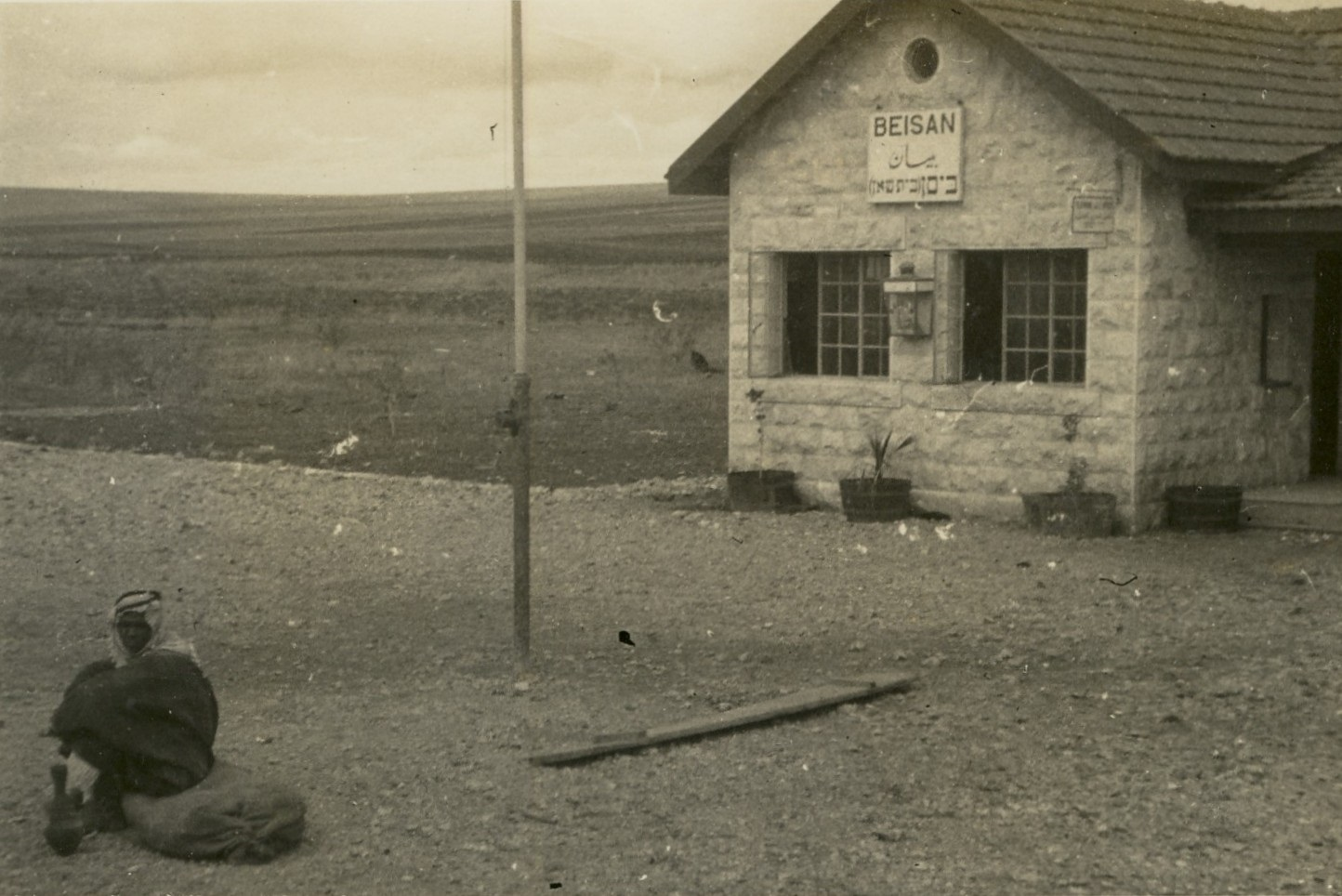
Stara stacja kolejowa w Bet Sze’an, 1939 r.

W latach 1903–1905 władze osmańskie wybudowały w Dolinie Bet Sze’an i Dolinie Jezreel nową linię kolejową Doliny. Była ona odnogą linii kolejowej Hidżaz, która łączyła Damaszek z Medyną. Istniejąca w dolinie arabska wioska Bajsan przeżywała na początku XX wieku zapaść i budowa w 1904 roku tutejszej stacji kolejowej przyniosło pewne ożywienie gospodarcze. Sułtan Abdülhamid II postanowił przy wsparciu Niemców wybudować tutaj zakład produkcyjny, licząc na to, że wzrost gospodarczy przyczyni się do wzrostu płatności podatkowych. Nadzieje sułtana jednak nie urzeczywistniły się. W wyniku I wojny światowej w 1918 roku cała Palestyna przeszła pod panowanie Brytyjczyków, którzy utworzyli tutaj Mandat Palestyny. Mniej więcej w tym samym czasie środowiska syjonistyczne rozpoczęły swoją ekspansję w Dolinie Bet Sze’an. Powstające w okolicy wiejskie osady żydowskie przyczyniały się do wzrostu handlu i usług, co wiązało się z rozwojem gospodarczym Bajsan. Przyjęta 29 listopada 1947 roku Rezolucja Zgromadzenia Ogólnego ONZ nr 181 przyznała cały obszar Doliny Bet Sze’an państwu żydowskiemu. W dzień po przyjęciu rezolucji wybuchła wojna domowa w Mandacie Palestyny, w trakcie której 12 maja 1948 roku siły żydowskiej organizacji paramilitarnej Hagana zajęły miasteczko Bajsan. Większość arabskich mieszkańców uciekła wówczas z miasta. W następnych miesiącach Hagana wysiedliła i zniszczyła praktycznie wszystkie okoliczne wioski arabskie. W obliczu zagrożenia agresją sąsiednich państw arabskich, Żydzi urządzili w tutejszej stacji kolejowej pozycje obronne, a w dniu 14 maja 1948 roku wysadzono mosty na pobliskiej rzece Jordan. W ten sposób linia kolejowa przestała funkcjonować, a po I wojnie izraelsko-arabskiej stacja kolejowa została porzucona. W 2006 roku podjęto starania rewitalizacji opuszczonej stacji kolejowej.
Obecnie trwają prace budowlane nad budową nowej linii kolejowej, która ma połączyć Hajfę z Bet Sze’an. Prace prawdopodobnie zostaną ukończone w 2015 roku.

## Architektura
Stacja kolejowa składa się z kilku kamiennych budynków. Do czasów współczesnych zachowały się: budynek z poczekalnią dla pasażerów, budynek administracyjny, budynek mieszkalny dla pracowników oraz wieża ciśnień. Cały zespół budynków został objęty ochroną zabytków.